# Едвард Бабюх
Едвард Миколай Бабюх (пол. Edward Mikołaj Babiuch; 28 грудня 1927, Грабоцин — 1 лютого 2021) — польський державний і політичний діяч часів комуністичного режиму, у 1980 році — голова уряду Польської Народної Республіки.
Соратник впливового апаратника Станіслава Кані, разом з ним брав участь у зміщенні Гомулки (1970 рік). З 1970 року — член Політбюро, секретар ЦК ПОРП (опікувався організаційною роботою та кадрами). Був другою особою у партійній номенклатурі за правління Герека. Активний учасник боротьби за владу у польському керівництві.
У лютому 1980 року очолив польський уряд в умовах важкої економічної кризи, розколу в партії. Не зумів впоратися з наростанням кризової ситуації, яка переросла у масові протести. Програвши боротьбу за владу з колишнім партнером Канею, у серпні 1980 року відправлено у відставку.

## Ранні роки. Секретар ЦК ПОРП
Едуард Бабюх народився 28 грудня 1927 року поблизу міста Бендзин (Сілезьке воєводство). У середині 1940-х років вступив у попередницю ПОРП — Польську робітничу партію. У 1949—1955 роках працював в апараті Союзу польської молоді, потім в апараті польської компартії. З 1969 року — член ЦК ПОРП.
У грудні 1970 року на балтійському узбережжі республіки розгорнувся масовий робітничий рух проти підвищення цін у рамках економічної реформи. Протести жорстоко придушувались армією та міліцією, були людські жертви. У надрах апарату ЦК ПОРП дозріла змова щодо усунення ініціатора хворобливої реформи, першого секретаря Владислава Гомулку, яку очолив міністр оборони ПНР Войцех Ярузельський, начальник адміністративного відділу ЦК Каня, заступник міністра внутрішніх справ ПНР Шляхциц. Едвард Бабюх взяв у діяльності змовників безпосередню участь — 18 грудня 1970 року він разом з ними був присутній на зустрічі з Ярузельським у Варшаві, де оголосили про підтримку усунення Гомулки Радянським Союзом, а також ухвалено рішення про початок активних дій. 20 грудня 1970 року пленум ЦК ПОРП обрав своїм першим секретарем Едварда Герека. На цьому ж пленумі Бабюха кооптовано у Політбюро, обрано секретарем ЦК.
Як секретар ЦК польської компартії Едвард Бабюх опікувався кадровими питаннями, організацією діяльності партійного апарату, проведенням з'їздів і виборів. Він мав репутацію досвідченого апаратника, довіреної особи генсека Герека. До 1974 року, після відставки Шляхцица, Бабюх посів друге місце у партійній ієрархії після Герека та третє — у державній (після генсека, а також голови уряду Ярошевича). Без його згоди не ухвалювалося жодного найважливішого рішення. У 1974 році Едвард Бабюх виступив одним з ініціаторів поправок до конституції ПНР, які вводили пост президента. Передбачалося, що цю посаду обійме Герек, який передасть частину партійних повноважень Бабюху, проте через незгоду тодішнього формального глави ПНР Генрика Яблонського ця ідея залишилася нереалізованою. Ознакою високого становища Бабюха у привладній ієрархії було те, що його під час візиту до Москви приймав генеральний секретар ЦК КПРС Леонід Брежнєв. Втім, прихильністю радянської сторони він не користувався — Брежнєв радив Гереку відправити Бабюха у відставку, на що польський генсек, однак, не пішов.
Бабюх не відрізнявся схильністю до інтриг, не виявляв владні амбіції, проте підпадав під вплив Станіслава Кані, який вселяв Бабюху необхідність усунути Ярошевича.

## Боротьба за владу. Короткострокове прем'єрство

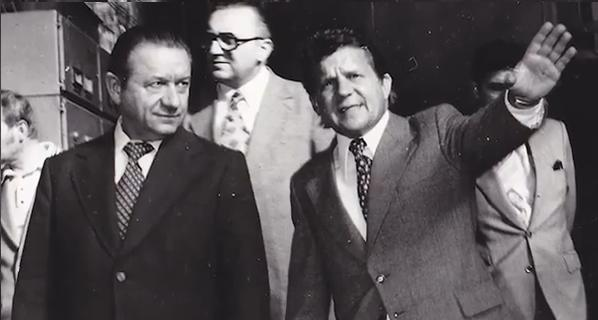
Едвард Бабюх на підприємстві Autosan

Наприкінці 1970-х років у Польщі склалася важка економічна криза, викликана великою зовнішньою заборгованістю, непослідовною економічною лібералізацією, «перегрівом економіки» від іноземних інвестицій. Едвард Бабюх усвідомлював всю небезпеку ситуації й у жовтні 1978 року заявив на одній з урядових нарад, що поточна економічна ситуація не дозволяє продовжувати колишній курс на підвищення добробуту населення. У наростанні проблем економіки Бабюх звинувачував голову уряду Ярошевича, проти якого протягом 1979 року активно інтригував, неодноразово критикував на засіданнях секретаріату ЦК. У грудні 1979 року, заручившись підтримкою решти членів Політбюро, Бабюх поставив питання про відставку Ярошевича перед Гереком, який, однак, вказав на відсутність відповідної кандидатури. Від пропозиції очолити уряд відмовився генерал Ярузельський. Заступник голови уряду, досвідчений економіст Мечислав Ягельський за станом здоров'я не міг би виконувати прем'єрські обов'язки.
У лютому 1980 року розпочав роботу VIII з'їзд ПОРП, під час підготовки до якого центральною темою дискусії став провал економічної політики кабінету Петра Ярошевича. Його відставка стала справою часу; як пізніше стверджував Бабюх, переобрання Ярошевича у партійні органи могло довести партію до розколу. Сам Бабюх взяв активну участь у роботі з'їзду, організував «правильне» голосування місцевих парторганізацій. 11 лютого Герек прийняв групу перших секретарів обкомів партії, які заявили, що не гарантують проходження Ярошевича до ЦК та Політбюро. За спогадами Герека, дійсним натхненником цієї акції був саме Едвард Бабюх, який позиціював себе як людину, здатну навести лад у країні, гідного кандидата на пост глави уряду. Герек був змушений погодитися з партійними функціонерами, на з'їзді Ярошевича не переобрано до керівних органів ПОРП. Бабюх і Каня зайняли чільне становище в партії, Герек же, втративши найближчого соратника, опинився в політичній ізоляції.
18 лютого 1980 року Едварда Бабюха призначено головою Ради міністрів ПНР. Не маючи власної економічної програми, досвіду керівництва державною бюрократією, він не зміг адекватно відповісти на лавиноподібне зростання труднощів в економіці, появу перших паростків суспільного невдоволення. Різко негативну оцінку новому польському прем'єру дав глава радянського уряду Олексій Косигін: «Він не розуміється ні на економіці, ні на керівництві урядом. Не зрозуміло, що з цього вийде. Мене це дуже непокоїть». Діяльність Бабюха ускладнювалася черговим витком боротьби за владу у польському керівництві — цього разу зі своїм колишнім соратником Станіславом Канею, який претендував на роль нового генсека. Герек пізніше оцінював це протистояння як «боротьбу з вогнем», яке підірвало функціонування держави, «вивільнило соціальні сили, які знищили нас усіх».
На тлі економічної кризи польський уряд у травні 1980 року ухвалив рішення про зростання цін на м'ясо. Новина про це викликала народне невдоволення, у липні 1980 року країну охопили страйки. У цих умовах Бабюх скасував рішення про зростання цін, проте це вже не мало жодного значення, протест переростав на політичний. У серпні 1980 року як ініціатора підвищення цін Едварда Бабюха відправлено у відставку. Його змінив Юзеф Піньковський.

## На пенсії
Після введення у Польщі 13 грудня 1981 року воєнного стану Бабюха інтерновано, як і низку колишніх польських керівників. У 1982 році виключений з лав ПОРП.
Надалі вів приватне життя, виступав зі спогадами про свою роботу на вищих партійних і державних посадах. Помер 1 лютого 2021 року у віці 93 років.
Був довгожителем серед керівників польського уряду.

## Нагороди
Едварда Бабюха нагороджено найвищою нагородою ПНР Орденом Будівельників Народної Польщі у 1977 році, однак у 1982 році його позбавлено цього звання. Також у нього були й інші польські нагороди: Орден «Прапор Праці» другого та першого ступеня, два Ордени Відродження Польщі, Хрест Заслуги, медалі. Нагороджений португальським орденом Інфанта Енрікі.

## Сім'я
Дружиною Едварда Бабюха була професор медицини з інфекційних захворювань Лідія Бабюх.